# Jin Mindi
Jin Mindi of Sima Ye was de laatste keizer van de eerste periode van de Jin-dynastie van 313 tot 316. Zijn opvolger Jin Yuandi was de eerste keizer van de Oostelijke Jin-dynastie (317-420)

## Context
Jin Mindi was een kleinzoon van keizer Jin Wudi, de stichter van de dynastie, en had geen keizerlijke ambities. In 311 veroverden de ruiternomaden van de Vroegere Zhao de hoofdstad Luoyang en namen zijn oom keizer Jin Huaidi gevangen. De dertienjarige Jin Mindi kon ternauwernood ontsnappen en vluchtte met een kleine entourage naar Chang'an, de oude hoofdstad van de Han-dynastie. In 313 werd zijn oom geëxecuteerd en werd Jin Mindi tot keizer uitgeroepen. De resterende familieleden gaven hem geen hulp en in 316 werd ook Chang'an door de Vroegere Zhao veroverd. Twee jaar later werd Jin Mindi uit de weggeruimd.
Jin Yuandi stichtte de Oostelijke Jin-dynastie met als hoofdstad Jiankang. Het noorden viel uiteen in Zestien Koninkrijken.